# Ihor Huschwa

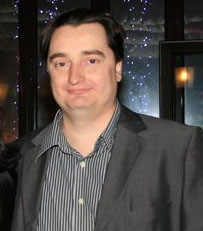
Ihor Huschwa

Ihor Anatolijowytsch Huschwa (ukrainisch Ігор Анатолійович Гужва; * 23. Mai 1974 in Slowjansk, Oblast Donezk) ist ein ukrainischer Journalist, Publizist, Fernsehmoderator und Chefredakteur der Website Strana.ua. Vom März 2013 bis Juni 2015 war er Inhaber und Leiter der Medienholding Multimedia Invest Group.
Seit 1. Oktober 2018 ist er politischer Flüchtling in der Europäischen Union (Österreich).

## Lebenslauf
Ihor Huschwa wurde am 23. Mai 1974 in der Stadt Slowjansk in der Oblast Donezk geboren. Von 1991 bis 1996 studierte er an der Wirtschaftsfakultät der Staatlichen Universität Donezk. 1994 begann er als Wirtschaftsbeobachter für die Zeitungen West und Donezk Krjasch zu arbeiten. In der Zeitung Salon of Don and Basa wurde Huschwa Redakteur des Wirtschaftsportals, 1998 wurde er stellvertretender Chefredakteur.
Ab 2001 lebte und arbeitete er in Moskau. Als Projektkoordinator bei der Effective Policy Foundation von Gleb Pawlowski beschäftigte er sich mit der Analyse der Situation im Informationsbereich Russlands und der GUS-Staaten sowie im Ausland. Außerdem arbeitete er als Korrespondent für das Expert-Magazin und berichtete über die Politik und Wirtschaft in der GUS.

## Karriere
2003 kehrte Huschwa nach Kiew in die Ukraine zurück und wurde Chefredakteur der Zeitung Sewodnja. Von 2004 bis 2006 führte er zusammen mit dem spanischen Beratungsunternehmen eine Neustrukturierung der Zeitung durch. Die Ausgabe wurde neu gestaltet. Sewodnja entwickelte sich zu einer Massenzeitung, die modernen europäischen Standards entspricht.
Von 2004 bis Ende 2008 nahm die Zeitung Sewodnja eine führende Position auf dem Printmedienmarkt der Ukraine ein. Die tägliche Auflage der Zeitung stieg von 100–110 auf 150–160.000 Exemplare. Die Zeitung wurde zur meistgelesenen Zeitung in der Stadt Kiew. Am 10. April 2007 wurde die Website Segodnya.ua gestartet, die sich bald zu einer vollwertigen Online-Zeitung entwickelte. Ab 2011 belegte diese Online-Publikation laut Bigmir-Rating den ersten Platz unter den Online-Medien in der Ukraine in Bezug auf die Monatsreichweite.
Im Jahr 2012 wurde Huschwa durch Beschluss des Aufsichtsrats des Mediumeigentümers, der SCM Limited des Unternehmers Rinat Achmetow, aus der Position des Chefredakteurs der Zeitung Sewodnja entlassen. Im selben Jahr absolvierte Ihor Huschwa ein MBA-Studium an dem Internationalen Institut für Management in Kiew (International Institut of Management).
In einem Interview mit der Ukrajinska Prawda sagte Huschwa, dass seine Probleme mit der Veröffentlichung eines Berichts in Sewodnja über das riesige Landhaus des damaligen Präsidenten Wiktor Janukowytsch in Meschyhirja im April 2011 begannen. Dies war die erste Veröffentlichung in den Medien mit aufschlussreichen Fotos von Janukowytschs Haus, die laut Huschwa eine scharfe Reaktion von Janukowytsch verursachte. Danach versuchte die SCM Limited, eine direkte Zensur einzuführen, indem sie einem von der Präsidialverwaltung entsandten Sonderzensor die Anordnung erteilte, alle Materialien zu überprüfen, so Huschwa.
Die Mitglieder des Arbeitskollektivs Sewodnja verabschiedeten eine Erklärung, in der sie die Entlassung von Huschwa als Abstrafung für seine prinzipielle Position beim Schutz der Interessen des Arbeitskollektivs sowie bei der Bekämpfung von Korruption und Zensur in der Zeitung betrachteten. Darüber hinaus wurde Rinat Achmetow gebeten, die Regelung der Situation unter seine persönliche Kontrolle zu nehmen. Bald darauf erschien auf der SCM-Seite eine scharfe Erklärung des SCM-Aufsichtsrats, in der es hieß, dass die Entscheidung über die Entlassung Ihor Huschwas endgültig sei und nicht revidiert werde.
Nach seinem Ausscheiden aus der Zeitung Sewodnja zog Huschwa nach Moskau. Im März 2012 übernahm er den Chefredakteurposten in der russischen Ausgabe der Zeitung Moskowskije Nowosti und gehörte somit zur Geschäftsführung. Im Januar 2013 kehrte Huschwa in die Ukraine zurück, wo er die Medienholding Multimedia-Invest Group gründete.
Zur Holding gehörten die im Mai 2013 gegründete Tageszeitung Westi (Auflage 370.000 Exemplare – damals die meistgelesene und auflagenstärkste Zeitung in der Ukraine), die Online-Zeitung Vesti.ua, die im August 2013 gegründete gesellschaftspolitische Wochenzeitung News. Reporter, der in Zusammenarbeit mit dem russischen Magazin Russian Reporter herausgegebene Satellitennachrichtenkanal UBR und der Radiosender Radio Westi, der seine Programme in Kiew, Charkiw und Dnipro überträgt. Nach dem Machtwechsel in der Ukraine infolge des Euromaidan wurde die Holding von Ihor Huschwa von den Behörden und Nationalisten angegriffen, die die Medien der Holding einer prorussischen Ausrichtung beschuldigten.
Im Mai 2014 wurden die ersten Strafverfahren gegen Unternehmen der Multimedia Invest Group wegen der Steuerhinterziehung eingeleitet. Ihor Huschwa wies die Anschuldigungen zurück und erklärte, dass die Behörden und Nationalisten die Holding angreifen würden, da sie eine unabhängige Position einnehme und objektiv über die Situation im Land berichte, einschließlich in Bezug auf den Krieg im Donbas.
Im Juli 2015 gab Huschwa den Verkauf seiner Anteile und seinen Rücktritt als Leiter der Holding und Chefredakteur der Zeitung Westi bekannt.
Am 16. Februar 2016 kündigte er den Start einer neuen Online-Zeitung „Strana.ua“ an, in der ehemalige Journalisten der Multimedia Invest Group (insbesondere Swetlana Krjukowa) arbeiteten. Er bezeichnete sich selbst als den einzigen Medieninvestor. Am 3. Juni 2016 wurde er zusammen mit Swetlana Krjukowa Moderator der Sendung Subjective Results of Friday from Strana.ua auf dem Fernsehsender NewsOne. Im Jahr 2020 belegte „Strana.ua“ den ersten und zweiten Platz im Ranking der ukrainischen Online-Medien. Der Inhalt der Website basiert auf operativen Analysen der aktuellen Ereignisse in der Ukraine und der Welt sowie Ermittlungen und Berichten, ergänzt durch Insiderinformationen aus Politik und Wirtschaft.
Im Jahr 2020 belegte Ihor Huschwa laut Focus-Magazin den 89. Platz in der Rangliste der 100 einflussreichsten Ukrainer.

„Schon 5 Jahre nach der Erstellung zählte die Website ‚Strana.ua‘ souverän zur Spitzengruppe der ukrainischen Informationsseiten. Eines der charakteristischen Merkmale des von Guzhva geleiteten Internetprojekts ist eine scharfe Kritik an den Behörden.“

## Politische Verfolgung
Im Laufe ihrer Geschichte hat die Website wiederholt über die Versuche der ukrainischen Behörden berichtet, Druck auf ihre Redaktionspolitik auszuüben sowie Strafverfahren gegen die Verwaltung der Website zu fabrizieren und Schutz bei internationalen Strukturen gesucht.
Im Januar 2017 gab „Strana.ua“ bekannt, dass mehrere fabrizierte Strafverfahren zwecks Verhaftung der Leiter der Redaktion vorbereitet wurden. Das Medium führte die mögliche Verfolgung zurück auf die Veröffentlichung hochkarätiger Artikel, die dem damaligen Präsidenten Petro Poroschenko missfielen: insbesondere die Reportage aus der ihm gehörenden „Roshen“-Fabrik in Lipezk, die Ermittlungen gegen bezahlte Blogger, die in sozialen Netzwerken zugunsten der Behörden arbeiteten, die Publikationsreihe über die Korruptionsenthüllungen des Volksabgeordneten Oleksandr Onyschtschenko, Artikel über den systematischen Druck der Behörden auf ukrainische Medien.
Am 22. Juni 2017 wurde Huschwa zusammen mit einem Mann namens Anton Filipkowskyj in der Redaktion der „Strana.ua“ von Polizei und Staatsanwaltschaft gemäß Teil 3 von Art. 189 des Strafgesetzbuches der Ukraine (Erpressung) festgenommen. Laut Generalstaatsanwalt Jurij Luzenko sollte Huschwa angeblich 10.000 US-Dollar für die Nichtveröffentlichung der kompromittierenden Beweise gegen den Abgeordneten der Radikalen Partei Dmytro Linko erhalten haben, der die Erpressung der Polizei am 31. März gemeldet hatte.
Huschwa selbst und die Redaktion von Strana wiesen diese Anschuldigungen von den Behörden vehement zurück. Huschwa gab an, dass er mit Erpressung nichts zu tun hätte.
Huschwa erklärte, Filipkowskyj habe ihm Geld für die Entfernung der Materialien über Linko von der Website angeboten, aber er habe sich geweigert, es anzunehmen.
Der Akt beinhaltet die Korrespondenz zwischen Huschwa und Filipkowskyj, in der Huschwa schreibt, dass er sich weigert, die Materialien zu entfernen.
Es gibt auch eine Zeugenaussage des Politikwissenschaftlers Kost Bondarenko, der Huschwa mit Filipkowskyj bekannt gemacht hat, in der Kost Bondarenko aussagt, Ihor Huschwa habe ihm bereits vor seiner Verhaftung am 22. Juni 2017 mitgeteilt, dass er Informationen über eine mögliche Provokation durch Filipkowskyj erhalten habe, bei der es um die Entfernung gewisser Materialien von der Website handeln sollte. Daher ist es ausgeschlossen, dass er zugestimmt hätte, Geld von ihm für die Entfernung des Artikels zu nehmen, da er wusste, dass dies eine Provokation wäre.
Die Herausgeber von Strana sind sich sicher, dass Filipkowskyj ein Provokateur ist, der zu Ihor Huschwa geschickt wurde.
Im Jahr 2019 erklärte der ehemalige Volksabgeordnete der Radikalen Partei Igor Mosiychuk, dass das Verfahren gegen Ihor Huschwa von seinen Parteikollegen auf Anweisung von Poroschenko und unter Beteiligung des Sluschba bespeky Ukrajiny fabriziert wurde.
Am 24. Juni verhängte das Bezirksgericht Schewtschenkowskyj in Kiew eine zweimonatige Untersuchungshaft über Ihor Huschwa mit der Alternative in Form von einer Kaution in Höhe von 500.000 Griwna. Die Hinterlegung der Kaution erfolgte am 26. Juni durch Swetlana Krjukowa, stellvertretende Chefredakteurin von Strana. Am 27. Juni wurde Igor Guschwa freigelassen.
Kurz darauf wurden sowohl das Büro des Mediums als auch die Wohnungen einiger seiner Mitarbeiter wegen des Verdachts auf den Besitz eines von Ihor Huschwa erworbenen USB-Speichersticks mit geheimen Informationen des ukrainischen Verteidigungsministeriums durchsucht. Ihor Huschwa und die Herausgeber von Strana nannten diese Anschuldigungen fabriziert. Später wurde das Verfahren eingestellt.
Am 1. Februar 2018 veröffentlichte die Redaktion von „Strana.ua“ einen Appell an Präsident Petro Poroschenko, in dem es hieß, dass Ihor Huschwa die Ukraine verlassen und sich mit einem Antrag auf politisches Asyl an die österreichischen Behörden gewandt habe. Laut dem Journalisten liege sein Ansuchen am „beispiellosen Druck der Behörden“ und an der Verfolgung durch Poroschenko.
Am 1. Oktober 2018 gab Huschwa bekannt, politisches Asyl in Österreich erhalten zu haben.
Der Fall „Strana.ua“ wurde von internationalen Organisationen öfter als Beispiel für die alarmierende Situation um die Meinungsfreiheit in der Ukraine angeführt.
Dementsprechend haben sich bereits das Komitee zum Schutz von Journalisten und der Leiter der NSZHU Serhij Tomilenko geäußert. Die Situation um Strana.ua wurde auch im Bericht der OSZE zur Redefreiheit und der Menschenrechtsorganisation Amnesty International erwähnt.
Im Oktober 2019 antwortete Ihor Huschwa auf die Frage zu seiner möglichen Rückkehr in die Ukraine nach dem Machtwechsel, dass er eine solche Möglichkeit nicht in Betracht ziehen könne, bis die gegen ihn fabrizierten Strafverfahren eingestellt würden. Nachdem Präsident Wolodymyr Selenskyj an die Macht gekommen war, kritisierte „Strana.ua“ weiterhin die Regierung und veröffentlichte Artikel über Korruption in der Regierung (als erste schrieb die Zeitung über die Auszahlung illegaler Gehälter an Abgeordnete der regierenden Fraktion „Sluha narodu“).
Einen breiten öffentlichen Aufschrei verursachte die Veröffentlichung der Fotos von Selenskyjs Familienurlaub im Oman. Als Ergebnis der Publikation und der öffentlichen Diskussion leitete die Nationale Agentur für Korruptionsprävention (NAPC) eine Untersuchung hinsichtlich des Versäumnisses des ukrainischen Präsidenten Wolodymyr Selenskyj ein, die Kosten der Oman-Reise in seine Steuererklärung aufzunehmen.
Am 20. August 2021 beschloss der Nationale Sicherheits- und Verteidigungsrat der Ukraine, persönliche Sanktionen gegen den Gründer von „Strana.ua“ Ihor Huschwa sowie gegen die direkt mit ihm affilierten juristischen Personen zu verhängen. Danach unterzeichnete der Präsident der Ukraine Wolodymyr Selenskyj das Dekret des Präsidenten der Ukraine Nr. 376/2021 über das Inkrafttreten dieses Beschlusses. Das Präsidialdekret schrieb die Sperrung der Website „Strana.ua“ vor und verpflichtete die Anbieter, den Zugang zur Website sowie zu den Seiten des Online-Mediums in sozialen Netzwerken zu blockieren. Die Domain „Strana.ua“ wurde von der Registrierungsstelle blockiert. Die Redaktion übertrug ihre Internet-Ressource auf die Domain „Strana.news“ und erstellte anschließend mehrere weitere site mirrors (darunter auch „Strana.today“). Die Nationale Kommission für staatliche Regulierung im Bereich Kommunikation und Information hat allen Anbietern auf dem Territorium der Ukraine befohlen, jegliche Art von site mirrors des Online-Mediums zu sperren. Huschwa beabsichtige, das Dekret des Präsidenten der Ukraine über die Sanktionen vor Gericht anzufechten. Ihor Huschwa gab eine Erklärung ab, in der er die Sperrung von „Strana.ua“ als rechtliche Gesetzlosigkeit und außergerichtliche Repressalien bezeichnete, und erklärte auch, dass die gegen ihn und die Gründer von „Strana.ua“ verhängten Sanktionen die Arbeit des Mediums nicht stoppen würden.
Am 15. Dezember 2021 wurde der Bericht der UN-Beobachtermission für Menschenrechte in der Ukraine Space for Civil Society and Fundamental Freedoms in Ukraine (1. November 2019 bis 31. Oktober 2021) in Genf vorgestellt. Der Bericht verwies auf die Dekrete über die Sperrung von „Strana.ua“ in der Ukraine. So steht im Bericht: „Die Sanktionen gegen eine Reihe von Unternehmen und Einzelpersonen, die vom Nationaler Sicherheits- und Verteidigungsrat der Ukraine verhängt und 2021 vom Präsidenten der Ukraine erlassen wurden, haben sich ebenfalls negativ auf die Meinungs- und Meinungsäußerungsfreiheit ausgewirkt. Diese Entscheidungen haben keine Übereinstimmung mit internationalen Standards hinsichtlich der Notwendigkeit und Verhältnismäßigkeit von Beschränkungen der Meinungsfreiheit gezeigt. Darüber hinaus ist die HRMMU besorgt, dass das Fehlen einer klaren Begründung für diese Sanktionen die Selbstzensur der Medien fördern könnte.“
Der Vorsitzende des Journalistenverbands der Ukraine, Serhij Tomilenko, verkündete im Zusammenhang mit der Sperrung, dass die außergerichtliche Blockierung von Oppositionsmedien, die im ukrainischen Rechtsbereich tätig sind, ein Verzicht auf gesetzliche Garantien für die Unabhängigkeit der Presse von den Behörden darstelle. Die Plattform des Europarates zur Förderung des Schutzes des Journalismus und der Sicherheit von Journalisten nannte die Entscheidung über Sanktionen und die Sperrung von „Strana.ua“ eine Bedrohung der Medienfreiheit in der Ukraine. Die Europäische Journalisten-Föderation gab eine Erklärung ab, in der es heißt, die verhängten Sanktionen seien „eine Bedrohung für die Presse, die Freiheit und den Medienpluralismus im Land“. Die OSZE-Beauftragte für die Freiheit der Medien, Teresa Ribeiro, äußerte sich besorgt über die Sanktionen und erklärte, dass solche Einschränkungen „die Arbeit von Medienunternehmen und Journalisten negativ beeinflussen“.
Im November 2021 hat der Oberste Gerichtshof der Ukraine die Klage von Huschwa bezüglich der per Dekret von Präsident Wolodymyr Selenskyj gegen ihn verhängten Sanktionen zur Behandlung entgegengenommen.